# Hartmut Bachmann
Hartmut Bachmann (* 8. Juli 1924 in Berlin) ist ein deutscher Manager, Wirtschaftspublizist und Klimawandelleugner. Er ist für seine verschwörungstheoretischen Thesen bekannt.

## Leben
Hartmut Bachmann studierte Aerodynamik und Meteorologie und wurde als Jagdflieger im Zweiten Weltkrieg eingesetzt. Nach 1945 durchlief er eine Ausbildung zum Meiereifachmann und -meister. Bis 1957 arbeitete er in der industriellen Milchproduktion. Außerdem studierte er an der Deutschen Hochschule für Politik in Berlin. In der elterlichen Firma Riedel & Co. erhielt er dann eine galvanotechnische Ausbildung. Er leitete Milchzentralen in Baden-Württemberg und war Geschäftsführer der Saar-Milch GmbH.
Weitere Unternehmen gründete er in der Schweiz und den USA, wo er ab den 1970er Jahren lebte. In den 1980er Jahren war er CEO eines mit der Produktion von Klimageräten beschäftigten Betriebes in den USA. Das Unternehmen stellte als Hauptprodukt das ECP her (environmental control package), welches durch das US Energy Savings Programms unterstützt wurde. Später war er Aufsichtsratsvorsitzender eines US-Wirtschaftsinstituts.
Bachmann ist ein Staatskritiker und Klimawandelleugner, der u. a. den Treibhauseffekt in Frage stellt und den Klimawandel für eine Lüge hält. In der Frankfurter Allgemeinen Zeitung wurde 2003 sein Buch Die Reformverhinderer rezensiert. Er war u. a. bei Vorträgen des Rings Freiheitlicher Jugend Österreich (RfJ) eingeladen. Vom 24. März 2009 bis 14. März 2012 publizierte er im Sammelblog FreieWelt.net. Zudem schrieb er für die nationalkonservative Schweizerzeit und ist Herausgeber der wirtschaftspolitischen Nachrichten Brüsseler Spitzen. Er ist beim verschwörungstheoretischen Internetfernsehen Alpenparlament.tv und Veranstaltungen der Anti-Zensur-Koalition (AZK) um Ivo Sasek aufgetreten. In einem Interview mit Michael Friedrich Vogt (2009) bei Secret-TV behauptete er, die Grünen seien „ein Werkzeug der US-Ölindustrie“.
Er wird in den Medien als einer der relevanten Gerüchteträger im Zusammenhang mit Bettina Wulff genannt.

## Werke
- Die Reformverhinderer: Parteien- und Beamtendiktatur in Deutschland. Frieling, Berlin 2003, ISBN 3-8280-1954-4.
- Die Lüge der Klimakatastrophe: Das gigantischste Betrugswerk der Neuzeit. Frieling, Berlin 2007, ISBN 978-3-8280-2521-9.